# Премия имени Баки Урманче
Премия имени Баки Урманче (тат. Бакый Урманче исемендәге премия) — премия в области искусств, учреждённая в 1998 году и вручаемая министерством культуры Республики Татарстан в память о татарском художнике Баки Урманче.

## История
Премия имени Баки Урманче учреждена министерством культуры Республики Татарстан в 1998 году, а впервые присуждена в 1999 году. Изначально вручение премии проходило 23 февраля в музее Баки Урманче в день рождения художника. В некоторые года и по ряду номинаций премия не присуждалась, что оценивалось как свидетельство застоя в изобразительном искусстве Татарстан. Денежный эквивалент эквивалент премии равнялся 60 минимальных окладам. По состоянию на 2017 год, на момент последнего вручения премии, вознаграждение составляло 100 тысяч рублей, а в 2022 году оно было увеличено до 200 тысяч в каждой номинации. В том же году после пятилетнего перерыва возобновилось вручение премии, которая ныне оценивается как одна из наиболее авторитетных премий Татарстана.

## Положение
Задачей конкурса на соискание премии имени Баки Урманче являются «поддержка и стимулирование деятелей культуры в области современного изобразительного и декоративно-прикладного искусства и искусствоведения», «привлечение внимания широкой общественности к национальному искусству», «активизация творческой деятельности профессиональных художников и скульпторов в области изобразительного и декоративно-прикладного искусства», «выявление наиболее выдающихся произведений, внесших значительный вклад в развитие национальной культуры, отличающихся высоким уровнем профессионального мастерства, обладающих своеобразием авторского стиля, новизной и оригинальностью, а также исследований в области теории и истории искусств, художественной критики, выставочных проектов и акций», «содействие популяризации современного изобразительного и декоративно-прикладного искусства и повышению общего культурного уровня населения Республики Татарстан».
Премия вручается в таких номинациях, как:
- Живопись — станковая живопись, эскизы монументальных композиций, сценографические произведения, выполненные в различных техниках и жанрах фигуративного и беспредметного характера;
- Графика — оригинальные (рисунок карандашный, перовой, углем, сангиной, пастелью, акварелью и гуашью) и печатные (гравюра на металле, ксилография, линогравюра, литография и др.) графические произведения, а также работы в области каллиграфии;
- Скульптура — проекты монументальной скульптуры, станковые произведения, мелкая пластика, медальерное искусство;
- Декоративное искусство — керамика, ткачество, резьба по дереву, стекло, художественный металл, художественная кожа, ювелирное искусство;
- Теория и история искусства, критика, искусствознание — труд и/или совокупность изданных научных и научно-популярны изданий, подчинённых единой идее в области истории, теории искусств, современного состояния изобразительного искусства, художественной критики.

На соискание премии могут претендовать профессиональные художники, скульпторы, искусствоведы, как по отдельности, так и в коллективе. Для оценки произведений, представленных на соискание премии, формируется конкурсная комиссия из 11 человек во главе с председателем. Произведения оцениваются по системе баллов, набравший наибольшее количество баллов становится лауреатом премии. Лауреату вручается соответствующий диплом и нагрудный знак.

## Список лауреатов
| Год  | Лауреат             | Основание для награждения                                                                                     | Номинация                                            | П             |
| ---- | ------------------- | --- | ---------------------------------------------------- | ------------- |
| 1999 | Канафия Нафиков     | за картину «Бейбарс»                                                                                          | Живопись                                             | [ 12 ] [ 13 ] |
| 1999 | Фарида Хасьянова    | за иллюстрации к сборнику татарских сказок «Ак буре»                                                          | Графика                                              | [ 12 ] [ 14 ] |
| 1999 | Наиля Кумысникова   | за панно «Белые птицы»                                                                                        | Декоративное искусство                               | [ 12 ] [ 15 ] |
| 2001 | Ильдар Зарипов      | за картину «Подарок»                                                                                          | Живопись                                             | [ 16 ] [ 17 ] |
| 2001 | Григорий Эйдинов    | за серию «Сны по Булгакову»                                                                                   | Графика                                              | [ 16 ] [ 17 ] |
| 2001 | Нияз Хазиахметов    | за работу «Чингисхан»                                                                                         | Графика                                              | [ 16 ] [ 17 ] |
| 2001 | София Кузьминых     | за комплект «Память о Сююмбике»                                                                               | Декоративное искусство                               | [ 16 ] [ 17 ] |
| 2003 | Зуфар Гимаев        | за картину «Белый цветок. Хасан Туфан»                                                                        | Живопись                                             | [ 18 ] [ 19 ] |
| 2003 | Булат Гильванов     | за серию «Сказание о Йусуфе»                                                                                  | Графика                                              | [ 18 ] [ 19 ] |
| 2003 | Игорь Башмаков      | за сервиз по мотивам памятников казанской архитектуры                                                         | Декоративное искусство                               | [ 18 ] [ 19 ] |
| 2003 | Науфаль Адылов      | за беззаветное служение искусству                                                                             | Скульптура                                           | [ 18 ] [ 19 ] |
| 2005 | Абрек Абзгильдин    | за картину «Звезды Казани» памяти Баки Урманче, Габдуллы Тукая и Салиха Сайдашева                             | Живопись                                             | [ 20 ] [ 21 ] |
| 2005 | Надир Альмеев       | за серию «Данте»                                                                                              | Графика                                              | [ 20 ] [ 21 ] |
| 2005 | Ирина Колмогорцева  | за иллюстрации к татарской народной сказке «Зухра»                                                            | Графика                                              | [ 20 ] [ 21 ] |
| 2005 | Анатолий Егоров     | за гобелен «Свияжск»                                                                                          | Декоративное искусство                               | [ 20 ] [ 21 ] |
| 2005 | Лилия Саттарова     | за книгу «Казанская узорная кожа»                                                                             | Искусствоведение                                     | [ 20 ] [ 21 ] |
| 2005 | Рауза Султанова     | за книгу «Искусство новых городов Татарстана»                                                                 | Искусствоведение                                     | [ 20 ] [ 21 ] |
| 2005 | Рустем Шамсутов     | за книгу «Слово и образ в татарском шамаиле. От прошлого к настоящему»                                        | Искусствоведение                                     | [ 20 ] [ 21 ] |
| 2005 | Розалина Шагеева    | за серию статей к альбомам «Искусство Ислама» и «Асхан Фатхутдинов»                                           | Искусствоведение                                     | [ 20 ] [ 21 ] |
| 2005 | Дина Валеева        | за книгу «Искусство волжских булгар периода Золотой Орды»                                                     | Искусствоведение                                     | [ 20 ] [ 21 ] |
| 2005 | Юлдуз Нигматуллина  | за монографию «Запоздалый модернизм в татарской литературе и изобразительном искусстве»                       | Искусствоведение                                     | [ 20 ] [ 21 ] |
| 2005 | Ренат Газеев        | за серию «Булгары»                                                                                            | Поощрительная премия                                 | [ 20 ] [ 21 ] |
| 2005 | Земфира Бикташева   | за аппликацию по ткани «Доброе утро, Казань»                                                                  | Поощрительная премия                                 | [ 20 ] [ 21 ] |
| 2007 | Рашит Газеев        | за серию работ «Осенний Стамбул»                                                                              | Живопись                                             | [ 22 ] [ 23 ] |
| 2007 | Ирина Колмогорцева  | за серию офортов «Историческая Казань»                                                                        | Графика                                              | [ 22 ] [ 23 ] |
| 2007 | Булат Марданов      | за серию «Домашние хлопоты»                                                                                   | Графика                                              | [ 22 ] [ 23 ] |
| 2007 | Асия Минулина       | за скульптуру «Водовоз»                                                                                       | Скульптура                                           | [ 22 ] [ 23 ] |
| 2007 | Анатолий Новицкий   | за книгу-альбом «Баки Урманче»                                                                                | Искусствоведение                                     | [ 22 ] [ 23 ] |
| 2009 | Ирина Антонова      | за серию «Яблочный Сказ»                                                                                      | Живопись                                             | [ 24 ] [ 25 ] |
| 2009 | Фарид Суюров        | за серию «Пейзажи родного края»                                                                               | Графика                                              | [ 24 ] [ 25 ] |
| 2009 | Ильдус Гайнутдинов  | за работы в технике кожаной мозаики                                                                           | Декоративное искусство                               | [ 24 ] [ 25 ] |
| 2009 | Елена Ермолина      | за работу «Двое»                                                                                              | Декоративное искусство                               | [ 24 ] [ 25 ] |
| 2012 | Рабис Саляхов       | за серию работ («Смотрины», «Алтынчеч», «Блины на праздник»)                                                  | Живопись                                             | [ 26 ] [ 27 ] |
| 2012 | Рият Мухаметдинов   | за триптих из серии «Женские образы»                                                                          | Графика                                              | [ 26 ] [ 27 ] |
| 2012 | Зуфар Низамутдинов  | за композицию «Улуг улус»                                                                                     | Декоративное искусство                               | [ 26 ] [ 27 ] |
| 2012 | Рауза Султанова     | за серию статей и очерков (альбом «Рифкат Вахитов»)                                                           | Искусствоведение                                     | [ 26 ] [ 27 ] |
| 2012 | Сагида Сиразиева    | за триптих «Милли мон»                                                                                        | Поощрительная премия                                 | [ 26 ] [ 27 ] |
| 2012 | Павел Бердников     | за работу «Певец»                                                                                             | Поощрительная премия                                 | [ 26 ] [ 27 ] |
| 2012 | Зифа Мухаметзянова  | за иллюстрации из серии «Татарские народные сказки»                                                           | Поощрительная премия                                 | [ 26 ] [ 27 ] |
| 2014 | Равиль Загидуллин   | за создание серии «Деревенские дворики»                                                                       | Живопись                                             | [ 28 ] [ 29 ] |
| 2014 | Виктор Аршинов      | за создание графической серии «По стихам Беллы Ахмадуллиной»                                                  | Графика                                              | [ 28 ] [ 29 ] |
| 2014 | Ирина Васильева     | за создание гарнитура «Яблоневый сад»                                                                         | Декоративное искусство                               | [ 28 ] [ 29 ] |
| 2014 | Асия Камалетдинова  | за создание скульптуры «Юная»                                                                                 | Скульптура                                           | [ 28 ] [ 29 ] |
| 2014 | Нияз Халитов        | за работу «Стили и формы архитектуры средневековой Казани»                                                    | Искусствоведение                                     | [ 28 ] [ 29 ] |
| 2014 | Наиля Халитова      | за работу «Стили и формы архитектуры средневековой Казани»                                                    | Искусствоведение                                     | [ 28 ] [ 29 ] |
| 2016 | Александр Петров    | за создание триптиха «Из детства»                                                                             | Живопись                                             | [ 30 ] [ 31 ] |
| 2016 | Вера Карасёва       | за создание графической серии «Исторические города Татарстана»                                                | Графика                                              | [ 30 ] [ 31 ] |
| 2016 | Рустам Габбасов     | за создание серии скульптурных произведений «Сказки Тукая»                                                    | Скульптура                                           | [ 30 ] [ 31 ] |
| 2016 | Рустем Шамсутов     | за создание керамического панно в проекте «История татарской письменности»                                    | Декоративное искусство                               | [ 30 ] [ 31 ] |
| 2016 | Ольга Улемнова      | за создание искусствоведческой работы «„Всадник“. 1920—1924. Каталог выставки „Сметая веками насевшую пыль…“» | Теория и история искусства, критика, искусствознание | [ 30 ] [ 31 ] |
| 2017 | Мадияр Хазиев       | за создание серии работ «Мелодия родного края»                                                                | Живопись                                             | [ 32 ] [ 33 ] |
| 2017 | Александр Артамонов | за создание графической серии «Из пункта А в пункт Б»                                                         | Графика                                              | [ 32 ] [ 33 ] |
| 2017 | Альфиз Сабиров      | за создание серии скульптурных работ «Легенда»                                                                | Скульптура                                           | [ 32 ] [ 33 ] |
| 2017 | Ринат Ахметов       | за создание серии работ «Казанское полотенце»                                                                 | Декоративное искусство                               | [ 32 ] [ 33 ] |
| 2017 | Дина Ахметова       | за создание монографии «Татарские писатели XX века в фотографиях»                                             | Теория и история искусства, критика, искусствознание | [ 32 ] [ 33 ] |
| 2022 | Альфия Ильясова     | за проект о татарской идентичности «ALFA DNK»                                                                 | Живопись                                             | [ 34 ] [ 35 ] |
| 2022 | Диляра Наврозова    | н/д | Графика                                              | [ 34 ] [ 35 ] |
| 2022 | Динар Салимов       | н/д | Скульптура                                           | [ 34 ] [ 35 ] |
| 2022 | Луиза Фасхутдинова  | н/д | Декоративное искусство                               | [ 34 ] [ 35 ] |
| 2022 | Нина Горюнова       | н/д | Теория и история искусства, критика, искусствознание | [ 34 ] [ 35 ] |